# Ángel León
Ángel León (Jerez de la Frontera, 1977) es un cocinero español propietario y jefe de cocina del restaurante Aponiente, ubicado en El Puerto de Santa María. Ha recibido cinco estrellas Michelin y tres Soles Repsol.

## Trayectoria

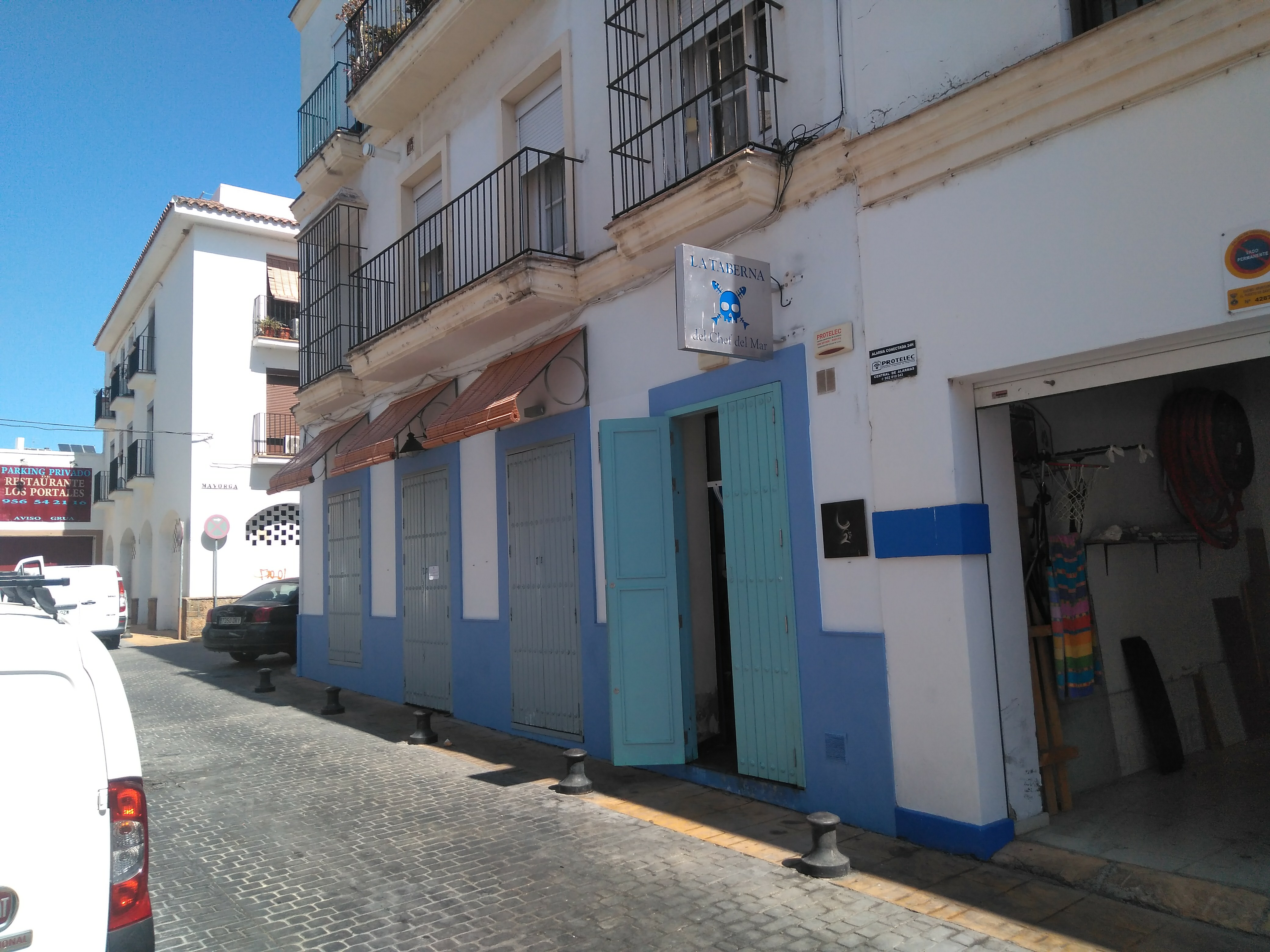
Taberna

Nació en Jerez de la Frontera hijo de un médico hematólogo. Comenzó sus estudios de cocina en la Taberna del Alabardero, en Sevilla. Tres años después se marchó a Francia, donde trabajó en el restaurante Le Chapon Fin, en Burdeos. Regresó a España a trabajar junto a Fernando Córdoba en el restaurante El Faro, para posteriormente hacerse cargo de La Casa del Temple, en Toledo.
Tras unos años regresó a la provincia de Cádiz para poner en marcha Aponiente en la localidad de El Puerto de Santa María, restaurante especializado en productos marinos, por lo que a León se lo conoce como "El Chef del Mar". El restaurante se centra en productos del mar, no sólo pescado, elaborados con presentaciones poco usuales.
En 2011, el periódico Wall Street Journal incluyó a Aponiente entre los diez mejores restaurantes de Europa, y el New York Times lo consideró uno de los "10 restaurantes del mundo por los que merece la pena tomar un avión". El restaurante ha recibido tres estrellas Michelin: una en 2010, otra en 2014, tres en 2017 y otra en 2024. Cuenta también con tres soles en la Guía Repsol desde 2012.
En 2007, León desarrolló una máquina para clarificar caldos a través de algas marinas llamada "Clarimax". Dos años más tarde se convirtió en el primer cocinero del mundo en desarrollar el plancton como ingrediente para el consumo humano.
Participó como jurado en la primera edición del concurso televisivo Top Chef, en  2013.
En 2016 inauguró otro restaurante en El Puerto de Santa María, La Taberna del Chef del Mar.
En los últimos años ha intensificado un compromiso medioambiental con la producción de productos del mar, destacando el despesque. Junto con una marca de champán francés, está impulsando un proyecto de investigación para cultivar un cereal del mar en huertos marinos.

## Reconocimientos

### Estrellas Michelin
- 2010: Aponiente: una estrella Michelin
- 2014: Aponiente: dos Estrellas Michelin
- 2017: Aponiente: tres estrellas Michelin
- 2017: Alevante: una estrella Michelin[2]
- 2024: Alevante: dos estrella Michelin

### Distinciones individuales
- 2008: Premio Innovación y tecnología por la invención del Clarimax, otorgado en la VI Cumbre de Gastronomía Internacional Madrid Fusión.[17]
- 2010: Premio Alimentos de España por sus embutidos marinos.[5]
- 2010: Premio de la Academia Internacional de Gastronomía Chef de L'Avenir.[18][19]
- 2011: Premio Nacional de Hostelería, otorgado por la Federación Española de Hostelería, en la categoría de Innovación por sus investigaciones del mundo marítimo y su aplicación a la cocina.
- 2013: Premio Nacional de Gastronomía 2012 al Mejor Jefe de Cocina, entregado por la Real Academia Española de Gastronomía y la Cofradía de la Buena mesa.[20] En el mismo año obtuvo el Premio Chef Millesime.[21]
- 2014: Medalla de Andalucía[22][23]
- 2018: Medalla de Oro al Mérito en las Bellas Artes[24]
- 2019: Premio a la sostenibilidad en la gala de la Estrellas Michelín.[25]
- 2020: Medalla de la provincia de Cádiz.[26]